# Ruhrreinhaltungsgesetz
Das Ruhrreinhaltungsgesetz vom 5. Juni 1913 wurde als Rechtsgrundlage für eine Abwasserklärung an der Ruhr geschaffen. Grundlage war eine Studie von Karl Imhoff zur Reinhaltung der Ruhr.
Es datiert auf den gleichen Tag wie das Ruhrtalsperrengesetz und wurde im preußischen Gesetzblatt veröffentlicht (PrGS. 1913 Nr. 30 S. 305; PrGS. NW. 1961 Sonderband S. 210). Durch das „Gesetz über den Ruhrverband (Ruhrverbandsgesetz - RuhrVG -)“ vom 7. Februar 1990 (GV. NW. S. 178) wurden das Ruhrreinhaltungsgesetz und das Ruhrtalsperrengesetz zum 1. Juli 1990 ersetzt. 